# Mediogonimus ovilacus
Mediogonimus ovilacus är en plattmaskart. Mediogonimus ovilacus ingår i släktet Mediogonimus och familjen Prosthogonimidae. Inga underarter finns listade i Catalogue of Life.